# カワビシャ科
カワビシャ科（学名：Pentacerotidae）は、スズキ目スズキ亜目に所属する魚類の分類群の一つ。2亜科に分割され、カワビシャ・テングダイなど7属13種が含まれる。

## 分布・生態
カワビシャ科はインド洋・西部太平洋および大西洋南西部に分布する海水魚のグループで、温暖な海の岩礁域に生息する。日本近海からは少なくとも4属4種が知られている。海底付近を遊泳する肉食性の魚類で、分布水深はやや深く、水深40-400mの範囲で暮らす種類が多い。オーストラリアでは「boarfish」と呼ばれるほか、各地で食用として利用される。

## 形態
カワビシャ科の魚類は左右に平べったく、著しく側扁した体型をもつ。体高は一般に高く、特に高いツボダイ属から、やや高めの Pentaceropsis 属までさまざま。頭部が露出した骨に覆われることが大きな特徴で、英名の「Armorhead」の由来となっている。
背鰭は1つで、4-15本の棘条と8-29本の軟条で構成される。臀鰭の棘条は2-5本、軟条は6-17本。腹鰭は大きく、1棘5軟条。背鰭・臀鰭・腹鰭の棘条は非常に強く発達している。鱗は櫛鱗で、小さいが頑強である。上主上顎骨を欠き、椎骨は24-27個。

## 分類
カワビシャ科にはNelson（2016）の体系において、2亜科7属13種が認められている。

### カワビシャ亜科

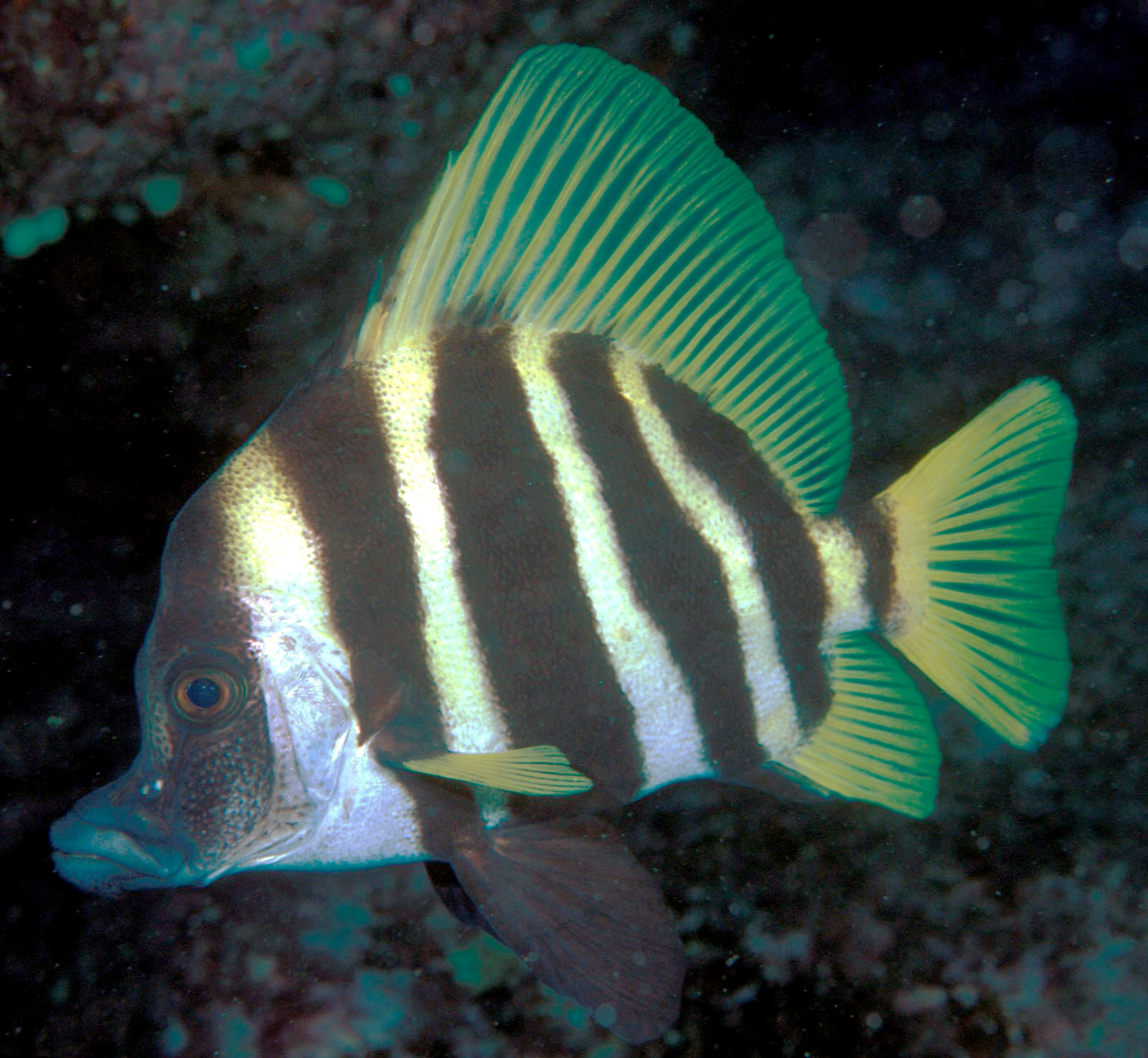
テングダイ Evistias acutirostris （カワビシャ亜科）。明瞭な横縞と大きな背鰭が特徴の種類

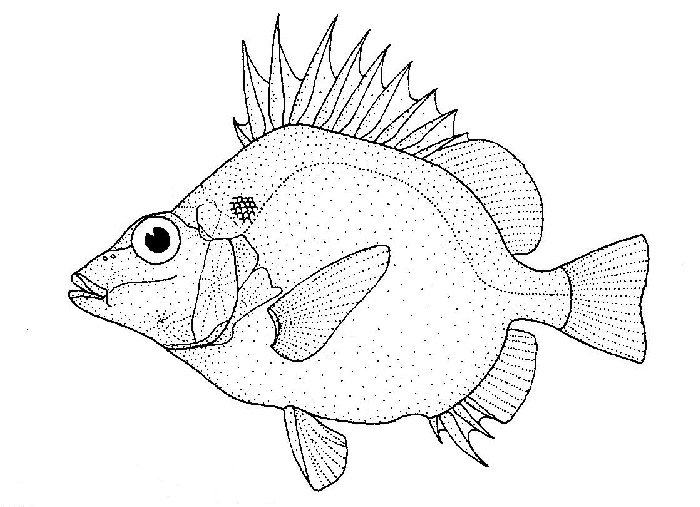
ツボダイ Pentaceros japonicus （ツボダイ亜科）。本科魚類は背鰭・臀鰭・腹鰭に強靭な棘条をもつ。ツボダイ類の背鰭棘条部は、軟条部よりも長い

カワビシャ亜科 Histiopterinae は6属7種からなる。背鰭棘条部の基底は軟条部よりも短いかやや長く、鋤骨の歯を欠く。Paristiopterus および Pentaceropsis の2属は、以前は独立の亜科 Paristiopterinae として扱われていた。
- カワビシャ属 Histiopterus
  - カワビシャ Histiopterus typus
- テングダイ属 Evistias
  - テングダイ Evistias acutirostris
- Parazanclistius 属
  - Parazanclistius hutchinsi
- Paristiopterus 属
  - Paristiopterus gallipavo
  - Paristiopterus labiosus
- Pentaceropsis 属
  - Pentaceropsis recurvirostris
- Zanclistius 属
  - Zanclistius elevatus

### ツボダイ亜科
ツボダイ亜科 Pentacerotinae には1属6種が所属する。背鰭棘条部の基底は軟条部よりもかなり長く、鋤骨に歯をもつ。クサカリツボダイなど3種を、クサカリツボダイ属 Pseudopentaceros とする見解もある。
- ツボダイ属 Pentaceros
  - クサカリツボダイ Pentaceros wheeleri
  - ツボダイ Pentaceros japonicus
  - ケープツボダイ Pentaceros capensis
  - キマダラツボダイ Pentaceros decacanthus
  - Pentaceros quinquespinis
  - ミナミクサカリツボダイ Pentaceros richardsoni